# Pietro Codaccio
Pietro Codaccio (Lodi, 1507-Roma, 7 de diciembre de 1549) fue un clérigo italiano, conocido especialmente por haber sido el primer jesuita italiano.

## Biografía
Nació en el seno de una familia noble, hijo de Ambrogio Codaccio y Maddalena Bescapè.
Siguió la carrera eclesiástica, cursando estudios de filosofía y teología. En 1532 fue ordenado sacerdote, siendo nombrado arcipreste de Fissiraghi en la diócesis de Lodi. Tan solo dos años, en 1534, después sería nombrado canónigo de la catedral de esta diócesis. Tras la elección de Paulo III al solio pontificio en septiembre de ese año, fue llamado por este a Roma. Desarrollaría diversos oficios en la curia papal, llegando a ser maestro de Cámara.
Sería también en esta ciudad donde conocería a Ignacio de Loyola. Realiza ejercicios espirituales bajo su dirección, y tiempo después se une a Ignacio y sus compañeros en el grupo que constituiría el germen de la Compañía de Jesús. Este grupo vivía en aquel momento en la Torre di Melangolo (actual Palacio Patrizi Clementi) en Roma. Pietro Codaccio se uniría a la Compañía de Jesús entre el 23 de mayo y el 20 de junio de 1539, tras haber renunciado a sus bienes personales.
El 18 de febrero de 1540 fue nombrado por Paulo III párroco de Santa María della Strada, iglesia cercana a la casa-palacio a la que el grupo de Ignacio de Loyola se había trasladado desde la Torre di Melangolo.
El 27 de septiembre de 1540, Paulo III aprobó la Compañía de Jesús mediante la bula Regimini militantis Ecclesiae.
El 24 de junio del año siguiente Paulo III concedería la parroquia de Santa María della Strada a la Compañía de Jesús.
Codaccio moriría en 1549, asistido por Ignacio de Loyola. Fue enterrado en la que fue su parroquia, siéndolo ahora de la Compañía, la iglesia de Santa María della Strada.
Tras la destrucción de este templo, su memoria se recordaba en una placa de la misma iglesia. Esta inscripción ya no existe al haberse destruido la iglesia.

### Individuales
1. ↑  Pirri, Pietro (1941). «La topografia del Gesú dl roma e le vertenze tra Muzio Muti e s. Ignazio Secondo nuovi documenti». Archivum Historicum Societatis Iesu: 177-217.
2. ↑  Pecchiai, Pio (1952). «Capo I. L'antica chiesa di S. Maria della Strada e le prime due fondazioni della Chiesa del Gesù». Il Gesù di Roma (en italiano). Roma: Società Grafica Romana. Consultado el 25 de julio de 2023.
3. ↑  Gabriel López del Hoyo, ed. (1904). «959. Pater Joannes de Polanco ex comm. sodalibus Societatis Jesu. De obitti Patris Codacii et sacris pro eo faciendis. — Ignatii sefisus ac pietas». Monumenta Ignatiana ex autographis vel ex antiquioribus exemplis collecta. Prima. 2. 1548-1550. Madrid. pp. 606-608.